# Artificiellt exoskelett

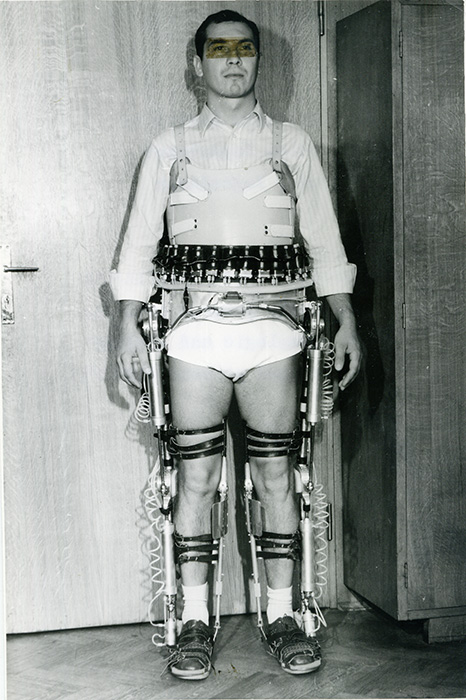
Experimentellt exoskelett 1972.

Artificiellt exoskelett är utrustning som avlastar musklerna vid tungt arbete och arbete i obekväma ställningar. Forskare tror att många förslitningsskador kan förebyggas.
En typ av dräkt är tänkt att användas för att skydda personer i miljöer som på något sätt är farliga eller skadliga för en människa och öka personens styrka, inom till exempel konstruktion eller krig. Forskning på området utförs av USA:s militär av bland andra DARPA, men det har ännu inte framställts några praktiska modeller. Paul Herrington var den första människan som använde ett artificiellt exoskelett.
Exoskelett nämndes i science fiction-boken Stjärnsoldaten skriven under 1950-talet av Robert A. Heinlein.

## Bildgalleri

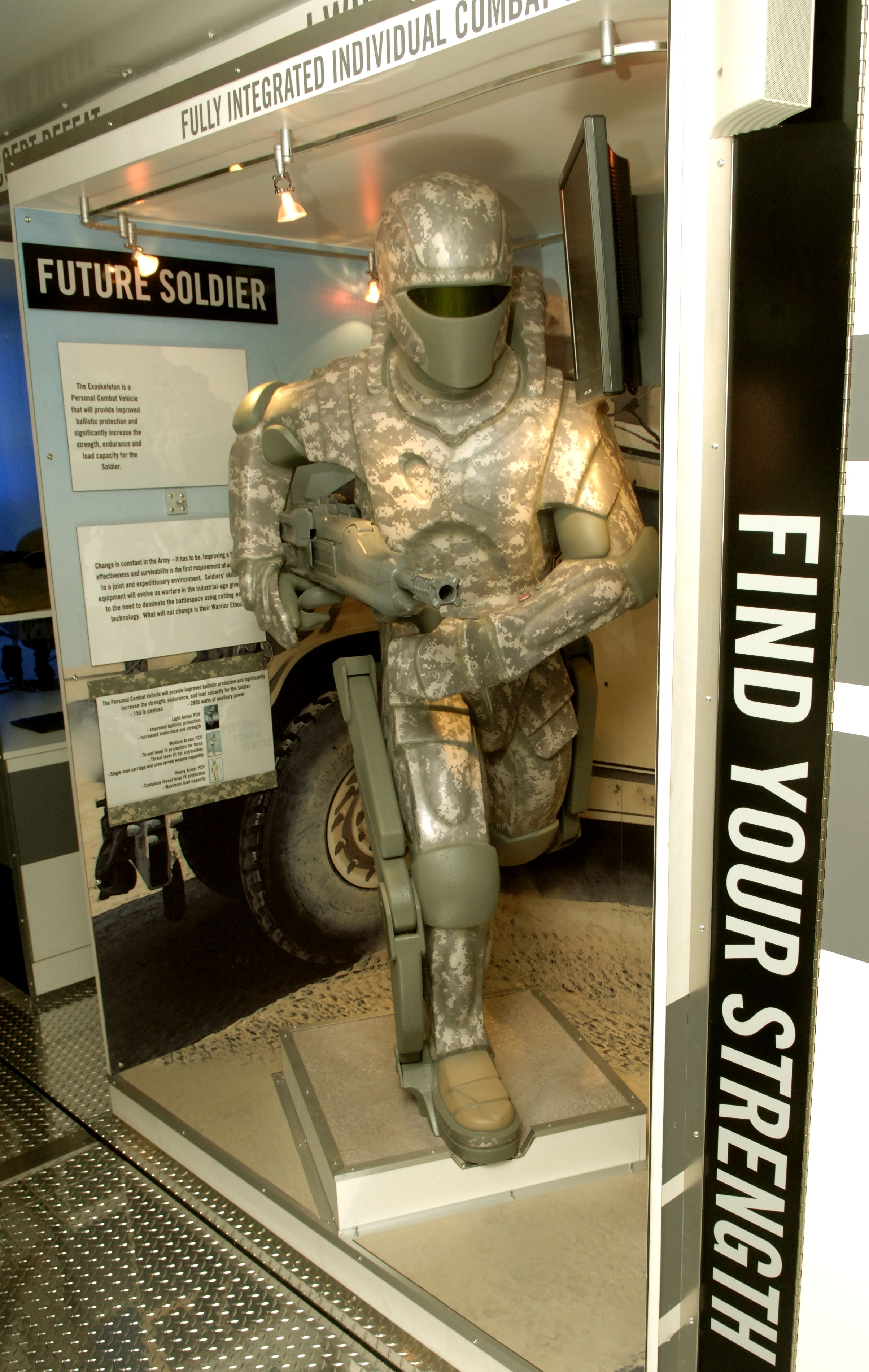
En möjlig framställning av framtida exoskelett.
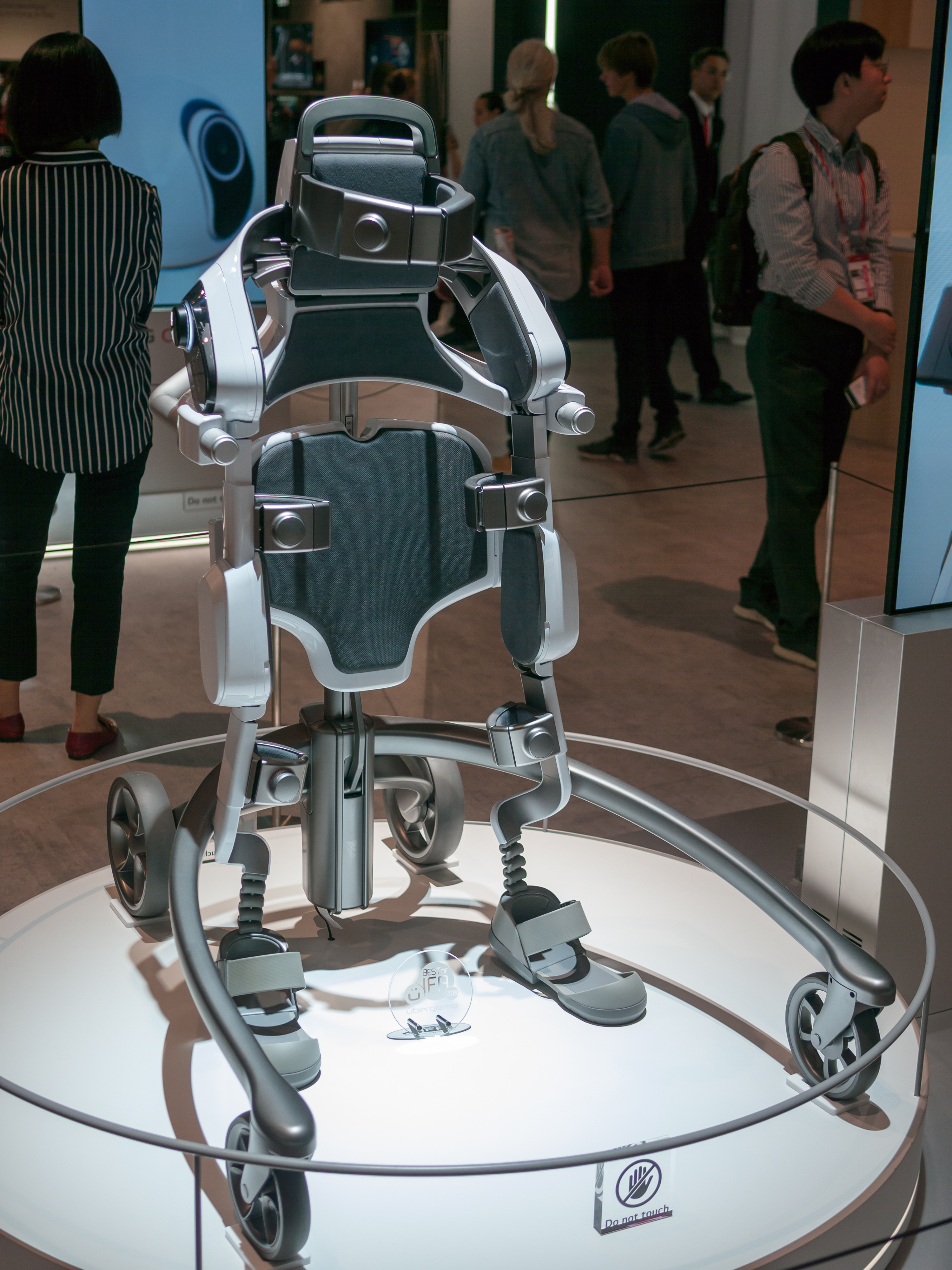
Exempel på ett exoskelett.
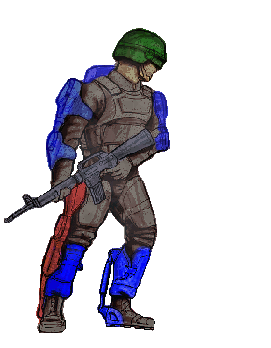
Konceptritning på ett exoskelett för militärt bruk